# Caguán
Caguán je rijeka u Kolumbiji, pritoka rijeke Caquetá. Pripada porječju rijeke Amazone.